# Collegio di Maria

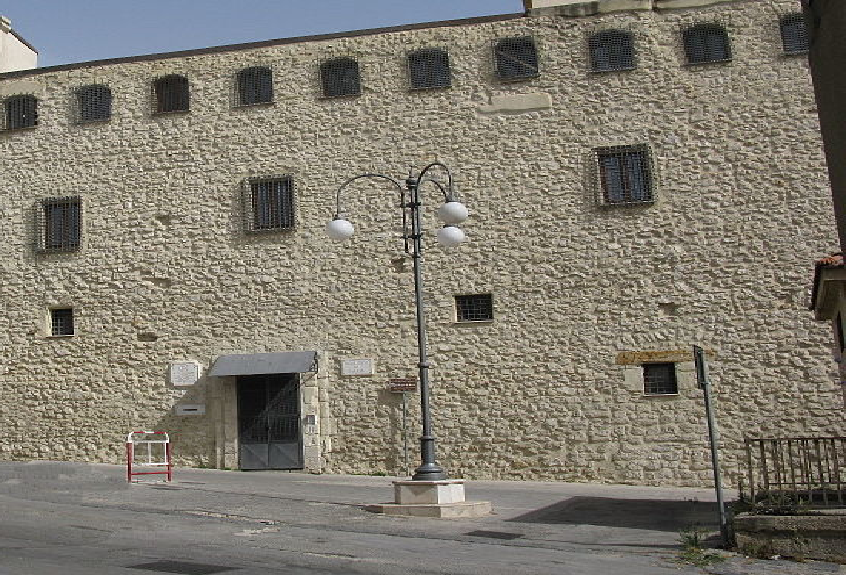
Collegio di Maria

Il collegio di Maria è un collegio di Favara nella provincia di Agrigento. Annessa all'edificio vi è la chiesa di Santa Lucia.

## Storia
Il collegio è il riattamento di un palazzo signorile che nel Cinquecento è appartenuto alla marchesa Maria De Marinis la quale nel marzo del 1616 decide di donarlo alla comunità di Favara affinché facesse costruire un monastero di monache domenicane che oggi è intitolato appunto in suo nome.
Dopo la donazione del palazzo da parte della marchesa, cominciarono i lavori. Furono quindi depositate le 200 onze annue di cui il palazzo disponeva, presso il banco di Palermo, ma a causa del fallimento di quest'ultimo e della lentezza con la quale procedevano i lavori, il vescovo Francesco Ramírez, dell'Ordine domenicano, decise di adibire il palazzo ad un conservatorio per donne, senza attenersi alla destinazione originaria. Tutto ciò grazie al recupero di 96 onze delle 200 andate perse.
In seguito, nel 1734, ampliato in buona parte, sebbene ancora incompleto, l'edificio risulta già adibito a collegio di Maria per volere del vescovo Lorenzo Gioeni. Venne completato tra gli anni 1820 e 1838.

## Descrizione

### Esterno
Ancora oggi sono visibili, sebbene ricoperti da intonaco, due cantoni in tufo calcareo grigio, situati sul lato ovest del collegio. A giudicare dalla distanza dei due, quello a nord più conservato in altezza, il palazzo originariamente doveva avere una grande estensione.

### Interno
Molti ambienti del pianterreno e del primo piano (oggi adibiti a scuola), con una parte della corte interna ad archi e colonne, furono realizzati negli anni 1795-1796. All'interno di essi diverse pitture del Settecento.

## Chiesa di Santa Lucia
La chiesa, già dedicata alla Madonna del Rosario nel corso del Settecento, e oggi a Santa Lucia, occupa gran parte del palazzo De Marinis, ormai completamente alterato.

### Esterno
Esternamente la facciata in stile neoclassico, presenta un bel portale di ingresso ligneo raffinatamente decorato e delimitato da una cornice lapidea in marmo. Sopra di essa si erge una finestra centrale di forma rettangolare. Infine tre campane poste all'interno di tre aperture curve, chiudono la facciata.

### Interno
All'interno, sulla volta si trova un affresco che rappresenta la Madonna del Rosario con San Domenico Savio e Santa Caterina da Siena, risalente alla chiesa del Settecento.

## Tradizione
Da molti anni è tradizione in occasione della festa di Santa Lucia, dopo la Santa Messa, degustare la tradizionale cuccìa.